# Conrad Marchtaler
Conrad Marchtaler war Rechenmeister und Ulmer Visirer (Entwurfszeichner).
Er entstammt der Familie Marchtaler aus Ermingen, seinerzeit westlich von Ulm.
1545 studierte er in Wittenberg, „wo ihm aber die Mittel zum längeren Verweilen ausgingen“. Er bot am 7. Mai 1545 dem Ulmer Rat (Bürgermeister Georg Besserer) die Errichtung einer vollständigen Rechenschule an. Die Ulmer wetteiferten mit Nürnberg und nahmen den Vorschlag gern an. 1547 erhielt er zusätzlich das Amt des Eichmeisters und Visierers. 1554 verfasste er sein Visierbüchlein. Seine Schrift erinnert an Michael Stifel, ist jedoch frei von allen Zahlenspielereien. 
Seine Nachfolger wurden sein Schüler Gallus Spänlein und Johannes Krafft († 1620).

## Belege
1. ↑  Karl Gustav Veesenmeyer: Marchtaler. In: Allgemeine Deutsche Biographie (ADB). Band 20, Duncker & Humblot, Leipzig 1884, S. 300 f.
2. ↑   Heidelberger Texte zur Mathematikgeschichte, Teil 14, S. 611.
3. ↑   Gallus Spänlein war 1546 deutscher Schul- und Rechenmeister, wurde 1566 Notar und kommt noch 1588 vor

| Personendaten    | Personendaten       |
| ---------------- | ------------------- |
| NAME             | Marchtaler, Conrad  |
| KURZBESCHREIBUNG | Ulmer Rechenmeister |
| GEBURTSDATUM     | 16. Jahrhundert     |
| STERBEDATUM      | 16. Jahrhundert     |